# Michael Røn
Michael Alexander Juhl Røn (Århus, 25 luglio 1984) è un calciatore norvegese, centrocampista del Kråkerøy.

## Biografia
Røn è nato in Danimarca, ma è un calciatore di nazionalità norvegese.

## Carriera

### Club
Iniziò la carriera con la maglia del Fredrikstad. Debuttò il 16 maggio 2003, in un match di Adeccoligaen disputato in casa dello Ørn-Horten: la sua squadra vinse l'incontro per cinque a zero. Il 1º giugno segnò la prima rete tra i professionisti, fissando il punteggio sul definitivo quattro a zero nella gara contro il Mandalskameratene. Il 29 maggio 2005, poté esordire anche nell'Eliteserien: subentrò a Brian West nella sconfitta per uno a zero sul campo dello Aalesund. Giocò 14 partite, senza mai andare in rete, nella massima divisione norvegese con la maglia del Fredrikstad.
Nel 2007, fu ceduto in prestito al Drøbak/Frogn. L'anno seguente passò al Sarpsborg Sparta: debuttò il 6 aprile 2008, nella sconfitta per due a zero in casa dello Hødd. Il 13 luglio segnò il primo gol con la nuova maglia, nel pareggio per due a due sul campo del Nybergsund-Trysil.
L'anno seguente, il Sarpsborg Sparta cambiò il nome in Sarpsborg 08 e, nel 2010, centrò la promozione nell'Eliteserien. Il 27 luglio 2013, rescisse il contratto che lo legava al club. Passò quindi al Kråkerøy.